# Santuario della Beata Vergine del Piratello

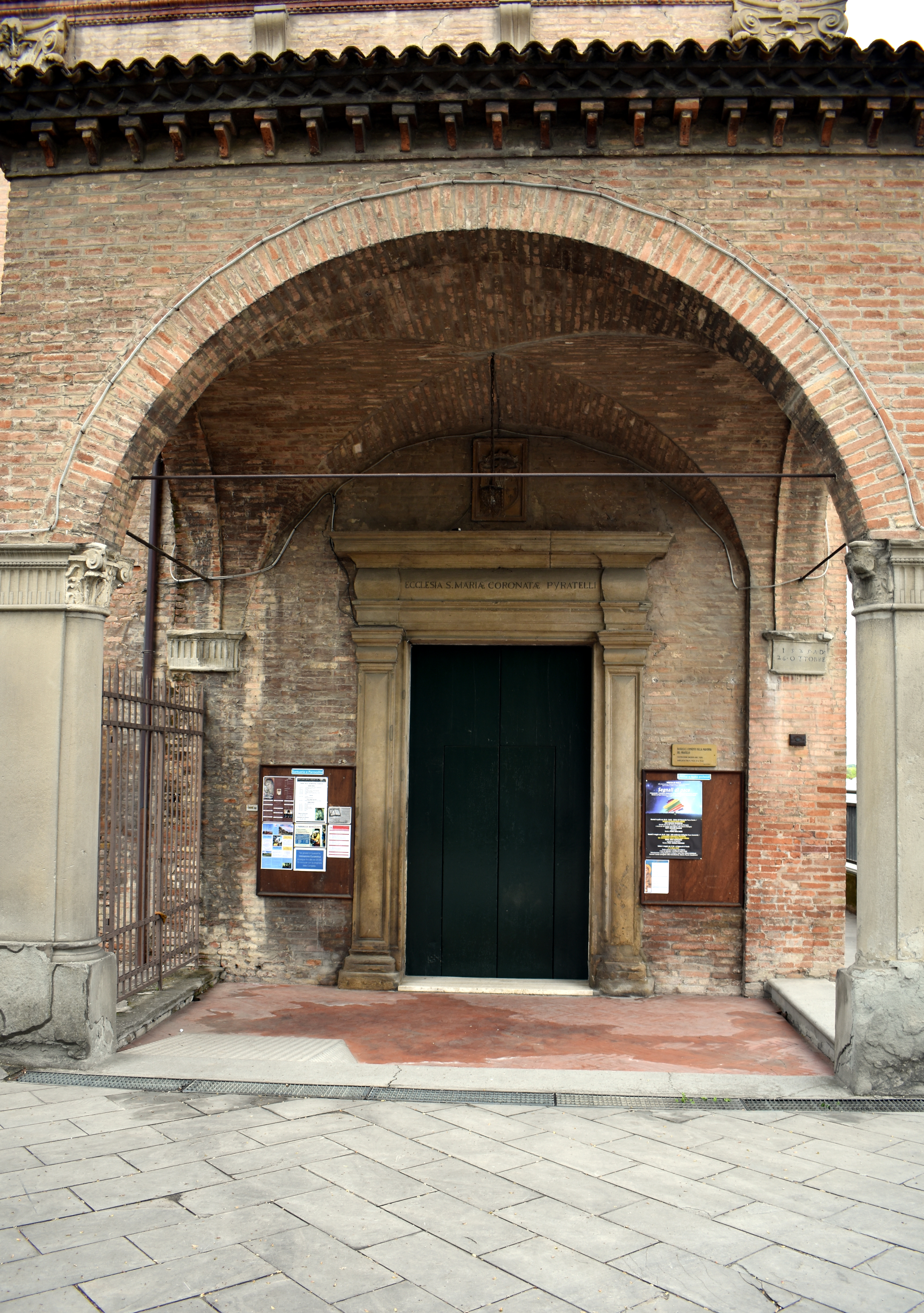
Entrata della basilica.

Il santuario della Beata Vergine del Piratello è una chiesa, con annesso convento francescano, situata sulla via Emilia circa 3 km ad ovest di Imola. È la sede del più antico culto mariano della città.

## Origine
Come molti altri santuari mariani, l'edificio è stato eretto nei pressi del luogo in cui avvenne un'apparizione della Madonna a un fedele. La tradizione vuole che Stefano Mangelli, un pio lombardo vissuto alla fine del Quattrocento, nel 1483 partisse da Cremona, diretto a piedi al santuario di Loreto per un pellegrinaggio. Egli stazionò a 3 km da Imola in un ostello. Era giovedì santo (che quell'anno cadeva il 27 marzo), nei suoi piani sarebbe dovuto arrivare a destinazione in tempo per la Pasqua. Prima di ripartire si fermò a recitare una preghiera davanti a un'immagine della Madonna, posta in un'edicola, ombreggiata da un piccolo pero (un piradèl in romagnolo).
In quel momento la Madonna gli apparve e gli parlò. Si presentò come “Immacolata Maria regina di vita eterna” e gli disse di presentarsi alle autorità imolesi per chiedere che in quel punto fosse costruito un santuario a lei dedicato. Poi fece fiorire un roseto, come prova della sua potenza. Si era in marzo: una fioritura fuori stagione.
Mangelli portò, a titolo di prova della veridicità del proprio racconto, i fiori di fronte alle autorità, che credettero ed esaudirono la richiesta della Vergine. Il Piratello è uno dei primi tre luoghi dove la Vergine ha annunciato di essere l'Immacolata Concezione.

Paliotto che illustra l'allocuzione della Vergine Maria al pellegrino Stefano Mangelli.

## Il santuario e il convento

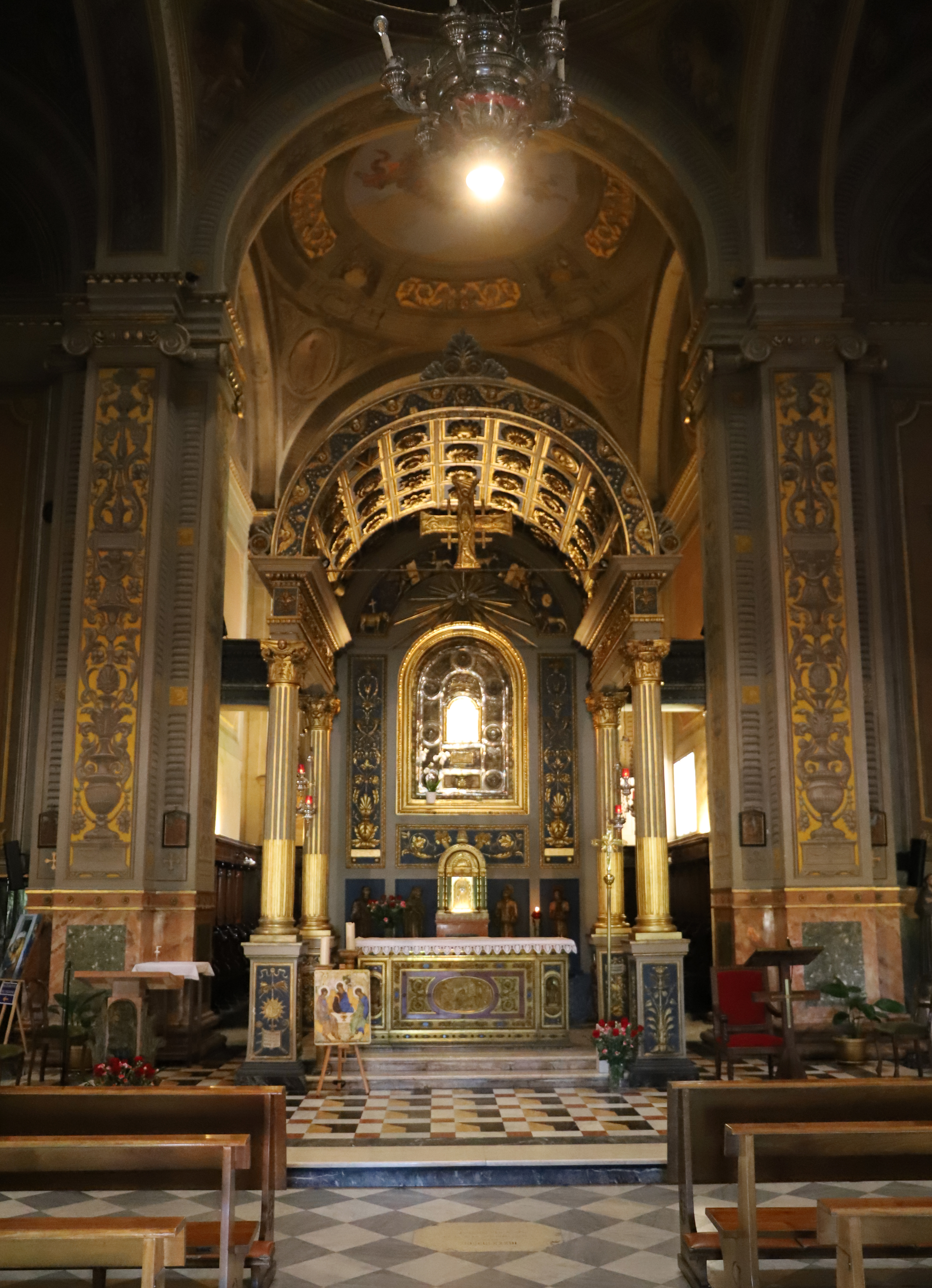
L'interno

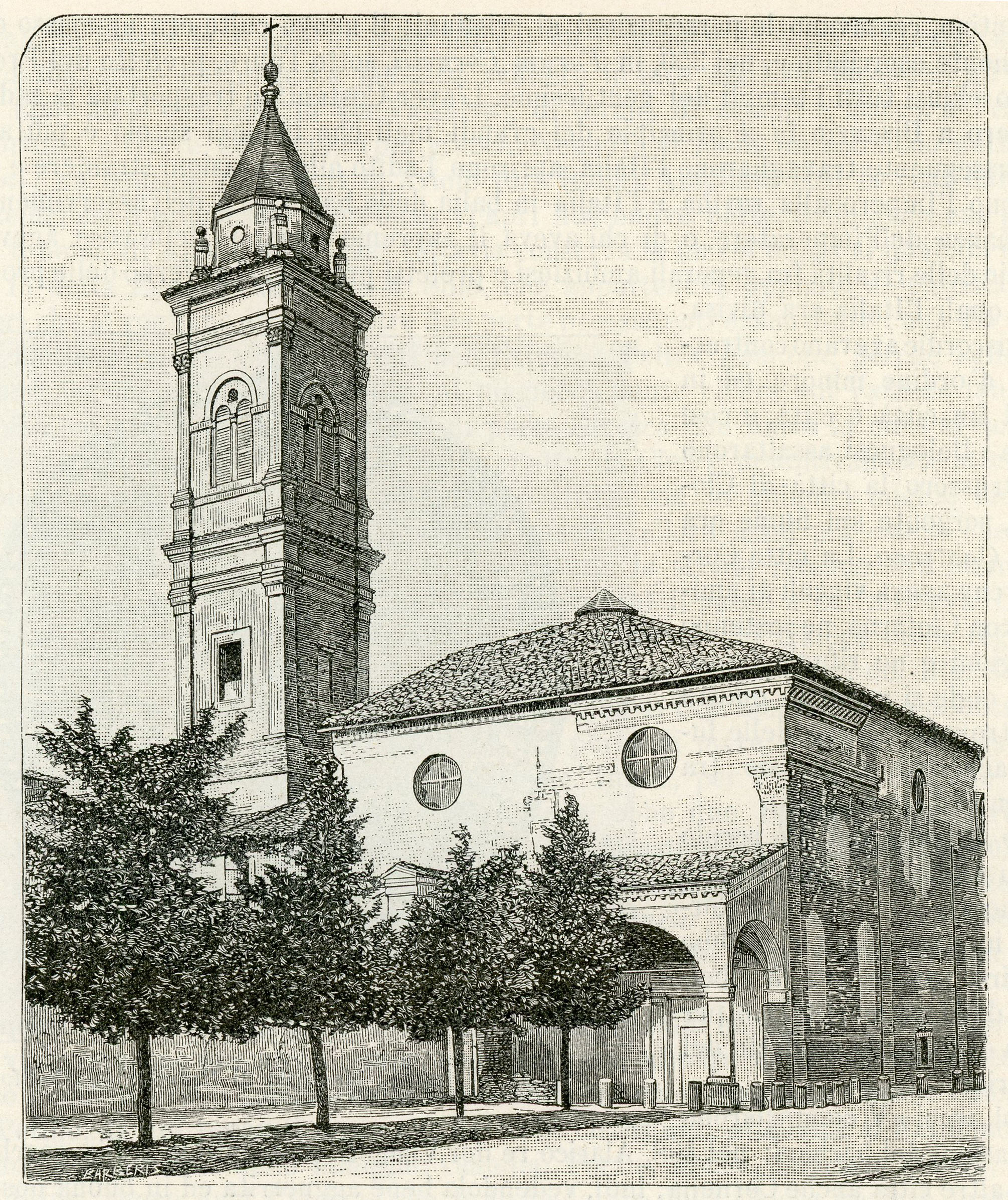
Il Santuario della Madonna del Piratello in una stampa di fine Ottocento.

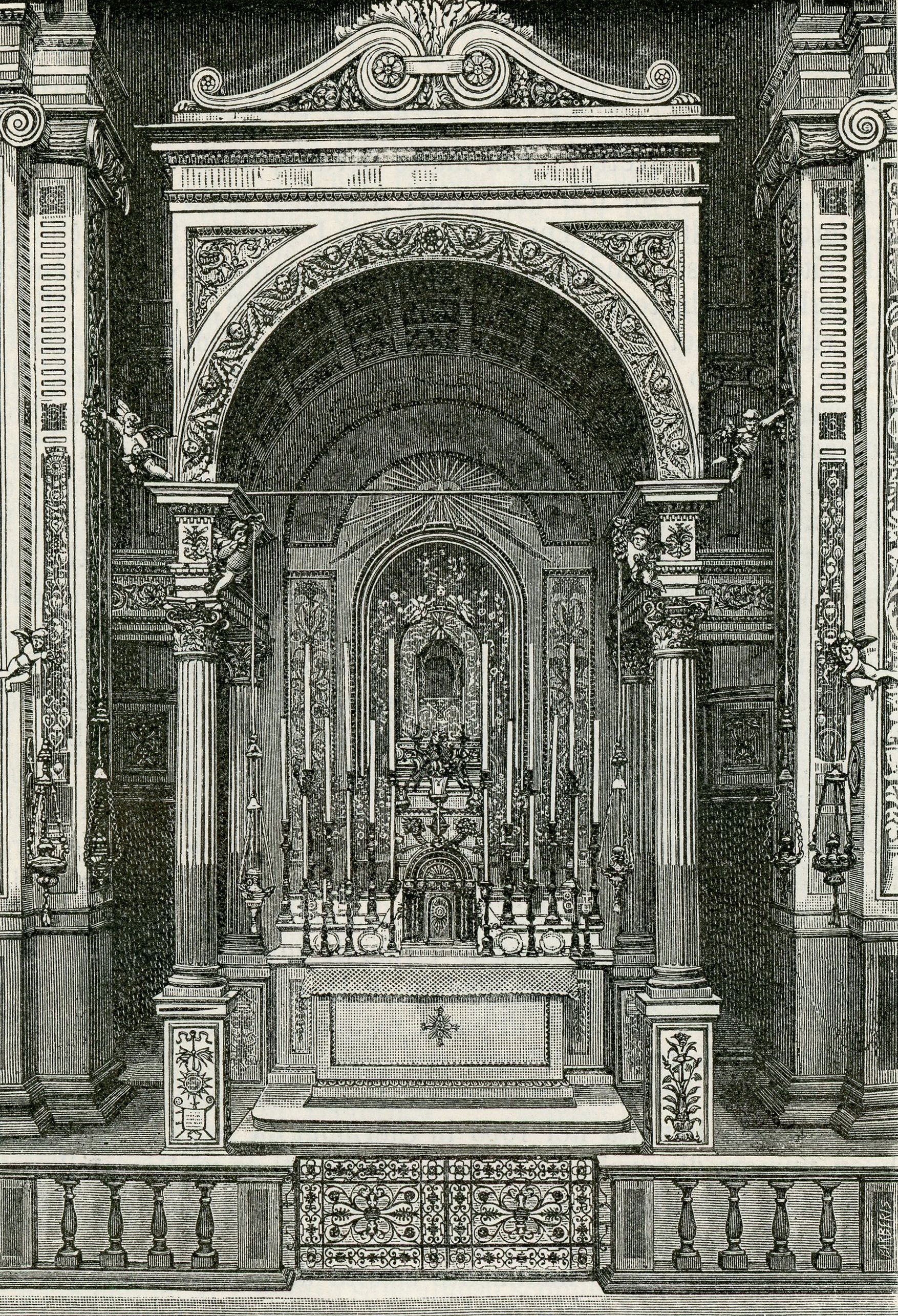
L'interno del Santuario in una stampa di fine Ottocento.

Il 27 gennaio 1489 Caterina Sforza, signora all'epoca di Imola e Forlì, ottenne dal papa il permesso di costruire una chiesa con annesso convento. La consacrazione della chiesa avvenne il 27 marzo (anniversario dell'allocuzione mariana) 1492. L'edificio sacro, opera dei maestri Domenico e Zilio della Lobia da Lugano, ha forma rettangolare, con un portale sovrastato da un portichetto. Caterina Sforza affidò la cura del sito ai frati del Terzo ordine regolare di San Francesco, nelle fonti citate anche come «Eremiti di Valverde» o «Romiti di Valverde». Con tal nome, infatti, erano conosciuti a Forlì questi frati, che avevano la loro chiesa (Chiesa di Santa Maria in Valverde) non distante dalla Rocca di Ravaldino.
Il beato Geremia Lambertenghi (1440 - 25 marzo 1513) fu il fondatore e il primo Superiore del convento, che esiste ancora oggi.
Nel 1525, durante un primo ampliamento della struttura, fu apposta una targa esterna in arenaria recante una dicitura che si può leggere tuttora:
L'edificio sacro fu ampliato fra il 1532 e il 1540.

L'interno della chiesa, restaurato nel 1883, è a due navate trasversali con decorazioni ottocentesche. Vi si possono ammirare:
- l'affresco della Madonna del Piratello, di pittore anonimo del XV secolo. È collocato al centro della tribuna;
- il pregevole ciborio in arenaria del 1494 circa opera di Pier Severo da Piancaldoli ed Antonio da Reggio;
- i dipinti raffiguranti i quattro Evangelisti (attribuiti alla scuola del Guercino);
- il paliotto dell'altar maggiore della scuola del Guercino;
- le vetrate del XV secolo, eseguite probabilmente su disegno di Guiduccio da Imola, conservate presso l'adiacente museo;
- una preziosa collezione di ex-voto in legno e alcuni antichi manoscritti, tra i quali uno autografo del beato Lambertenghi.

All'esterno è visibile il campanile, costruito nei primi anni dopo il 1500 su progetto del Bramante.
Nel 1798 i rivoluzionari napoleonici soppressero le congregazioni religiose nel territorio imolese. Il governo napoleonico, inoltre, effettuò la requisizione di parte degli immobili del santuario.
Dopo la Restaurazione i Minori Osservanti rientrarono nel santuario (1818). Dal chiostro del convento nacque il nucleo di quello che divenne successivamente il Cimitero del Piratello di Imola (aperto nell'ottobre 1821). Papa Pio IX, molto devoto alla Madonna, nel periodo in cui fu vescovo d'Imola (1832-1846) si riservò all'interno del complesso basilicale una stanza personale per ritirarsi in preghiera.
Nel 1883 il santuario e il convento passarono sotto l'autorità diretta del vescovo di Imola. Nel 1911 il Comune sancì il divieto alla sacra immagine di entrare nell'ospedale civile durante le Rogazioni. L'atto di ostilità, frutto del pesante clima anticattolico che pervadeva la vita imolese, si ripeté ogni anno; il divieto fu tolto solamente nel 1923.
Il 30 maggio 1943 i Terziari Regolari ebbero nuovamente in custodia il santuario della Beata Vergine. Durante la seconda guerra mondiale la chiesa fu miracolosamente risparmiata dai numerosi bombardamenti della città e in essa trovarono riparo numerosi rifugiati. Diventò parrocchia nel 1946 e qualche anno dopo la chiesa fu elevata a basilica minore con bolla di Pio XII (8 dicembre 1954).
Una parte del santuario è stata allestita a museo. In esso sono conservate due reliquie del beato Lambertenghi: il letto, composto di 189 chiodi, ed il reliquiario, dove sono contenuti i maggiori strumenti di penitenza da lui usati negli anni nel corso della sua permanenza nel santuario.
All'inizio del XXI secolo il santuario sta rivivendo un momento di rifioritura grazie a fra Francesco Botterio e fra Riccardo Battiloro e agli altri frati giovani. Il luogo di culto sta aiutando la gente a pregare, approfondire la conoscenza della parola e la carità fraterna, dal momento che i frati lombardi si sono inseriti molto bene nel clima romagnolo.

## Il culto mariano

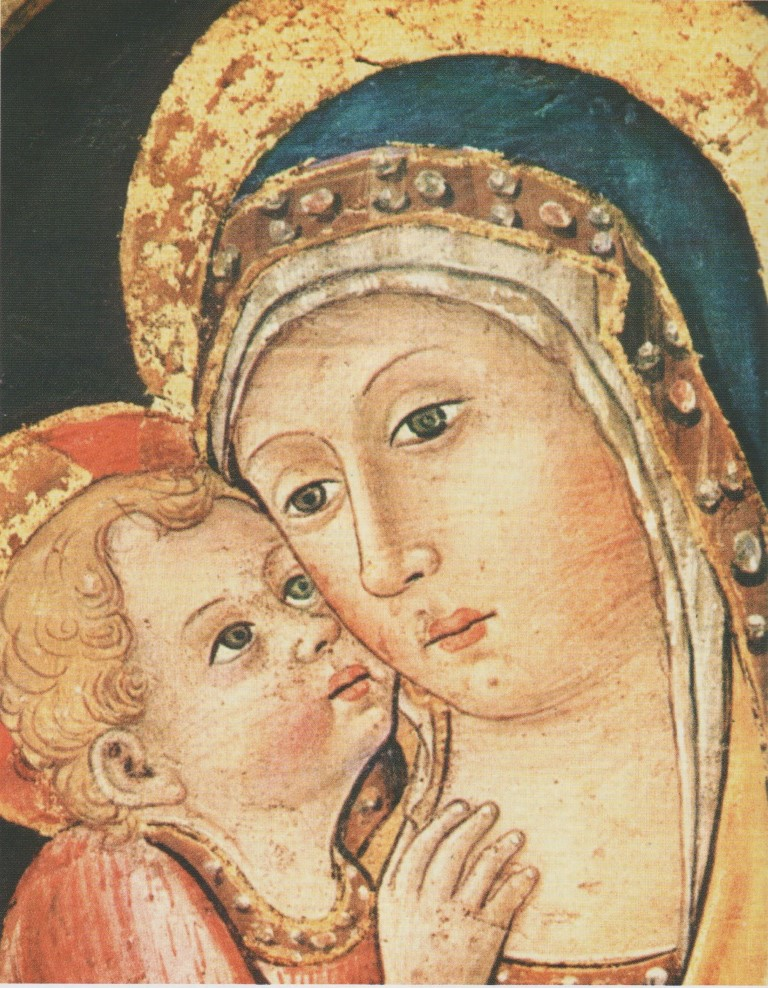
L'immagine raffigurante la Beata Vergine del Piratello (anonimo XV secolo). La formella (cm. 43x32) è dipinta su una lastra di terracotta. Il tema iconografico è detto Glycophilousa, che significa "colei che abbraccia dolcemente".

Il 4 febbraio 1617 fu emanato dal Comune il provvedimento che autorizzava l'ingresso annuale dell'immagine della Beata Vergine nella cattedrale di Imola. Venne così confermato lo stretto legame che si era creato nel tempo tra la Sacra immagine e la città. Contestualmente i frati francescani incaricarono la Confraternita del Santissimo Sacramento del suo trasporto. La Madonna del Piratello fece il suo primo ingresso in città il 30 aprile dello stesso anno. Fu portata in processione lungo le vie della città nei tre giorni delle Rogazioni minori. In quella solenne occasione l'immagine della Vergine fu incoronata dal vescovo, il beato Rodolfo Paleotti, con un diadema d'argento.
Nel 1711 venne avviato l'iter per richiedere al Capitolo di San Pietro l'incoronazione ufficiale dell'immagine. La richiesta fu accolta ed il 15 agosto 1714 la Madonna venne solennemente incoronata con un diadema d'oro. In anni seguenti la sacra immagine fu proclamata dal Comune Decor Imolensium.
Ancora oggi il 27 marzo si celebra la Festa della Sacra immagine. Si rinnova il rito delle Rogazioni, con processioni per le vie di Imola, dove il popolo accompagna l'immagine della Beata Vergine. La Confraternita del Santissimo Sacramento effettua il trasporto fino a Imola e ne segue ogni movimento in città.

### Le rogazioni
A Imola, la Madonna del Piratello è chiamata in romagnolo La Madòna d'e' Pradèl. Esiste il detto: Par la Madòna d'e' Pradèl u s'fa festa cun è brazadèl (in italiano: "Per la Madonna del Piratello si fa festa con la ciambella"). E ancora: Par la Madòna d'e' Pradèl t'an mëta vëja la gabêna e al caparèl (in italiano: "Per la Madonna del Piratello non mettere via la giacca e il cappello").
Le rogazioni con la Madonna del Piratello sono da sempre la processione religiosa più importante per la città di Imola. Fino alla metà del XX secolo, prima che la secolarizzazione dei costumi avesse assopito il credo religioso, l'ingresso in città della Madonna era un vero e proprio evento: la folla riempiva tutta la via Emilia e le strade confluenti.
Le rogazioni dette "minori" si tengono nei tre giorni precedenti la festa dell'Ascensione, cinque domeniche dopo la Pasqua. Oggi i festeggiamenti durano un'intera settimana, a partire dalla domenica precedente l'Ascensione.
In serata, la Venerata Immagine viene caricata su una carrozza trainata da cavalli e trasportata, a cura della Confraternita francescana che la custodisce, fino al Duomo di Imola, e viene posta sull'altare maggiore. Qui sosta per una settimana, durante la quale riceve la visita dei fedeli. Durante alcune serate la Sacra immagine viene portata in processione nelle vie della città. La domenica dell'Ascensione, nel pomeriggio, avviene l'uscita dal Duomo. L'immagine viene portata sotto la porta d'ingresso del municipio, che è sovrastata da una statua della Vergine. Giunta a Porta Bologna, il vescovo impartisce la benedizione alla città di Imola. La Venerata Immagine fa quindi ritorno nella Basilica del Piratello.

### Il museo del Piratello
Una raccolta di oggetti di culto legati alla Madonna del Piratello è in esposizione permanente in un'ala dell'edificio che ospita il convento francescano.

### Cimitero del Piratello
L'ordine religioso un tempo associato a questa chiesa fu sciolto nella soppressione napoleonica dei primi anni del 1800, e i chiostri e la terra intorno alla chiesa un tempo occupata dal monastero furono approvati come cimitero nel 1817. Il Cimitero del Piratello fu inaugurato ufficialmente nel 1821. Fu ulteriormente ampliato nel 1916 quando fu aperto il Campo Monumentale.